# Gagrabergen
Gagrabergen (georgiska: გაგრის ქედი, Gagris kedi; ryska: Гагрский хребет, Gagrskij chrebet) är en bergskedja i den autonoma republiken Abchazien i nordvästra Georgien. Kedjan sträcker sig från ett område nära Svarta havet i söder mellan Bzipiflodens och Psouflodens dalar, och norrut till gränsen mot Ryssland. Den högsta toppen har berget Agepsta, som når 3 256 meter över havet. Gagrabergen är en del av Stora Kaukasus.